# Гасмонея (Львів)
Жидівський клуб спортовий «Гасмонея» Львів (пол. Żydowski Klub Sportowy Hasmonea Lwów, ŻKS Hasmonea) — єврейський спортивний клуб, що існував у Львові у 1908—1939 роках. Відомий своїми секціями з футболу та настільного тенісу. Футбольна команда провела два сезони у найвищій лізі Польщі (1927 і 1928).

## Історія
Створений 1908 року за ініціативи Адольфа Кона. Назва походить від Гасмонеїв — стародавньої династії, що правила в Юдеї. У міжвоєнний період була однією з чотирьох львівських команд разом із «Поґонню», «Лехією» та «Чарними», що брала участь у найвищій лізі чемпіонату Польщі з футболу, де «Гасмонея» провела два сезони — 1927 року (11 місце) та 1928 року (13 місце і виліт). У вересні 1939 року, коли радянські війська зайняли Львів, клуб припинив існування.
Також «Гасмонея» була відомою завдяки своїм гравцям у настільний теніс. 1933 року вони стали чемпіонами Польщі у командних змаганнях, а їхній найкращий гравець Алоїзій Ерліх (пол. Alojzy Ehrlich) тричі був срібним призером чемпіонатів світу (1936, 1937, 1939).

## Галерея

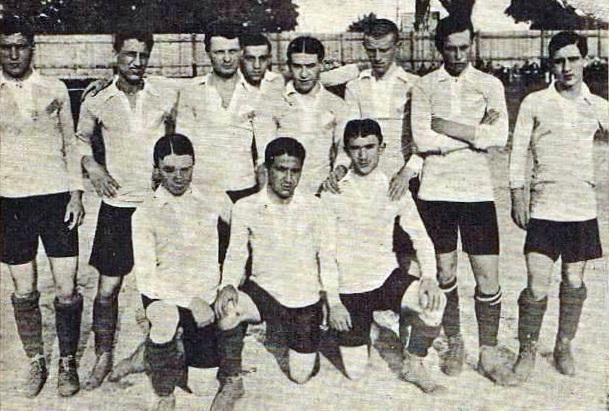
близько 1915
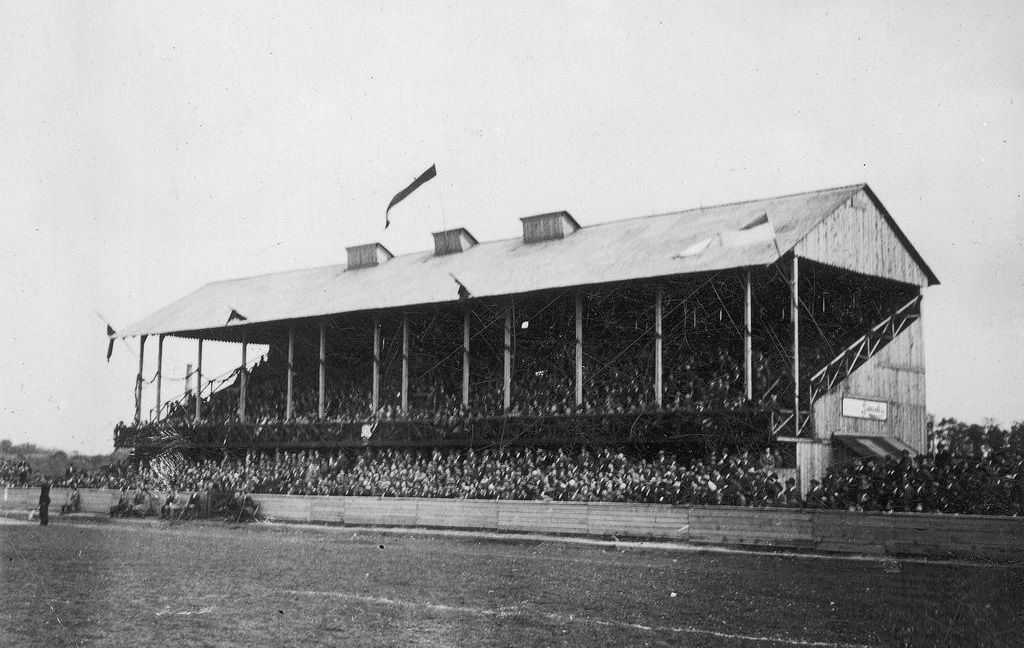
Стадіон «Гасмонеї» у 1930-х
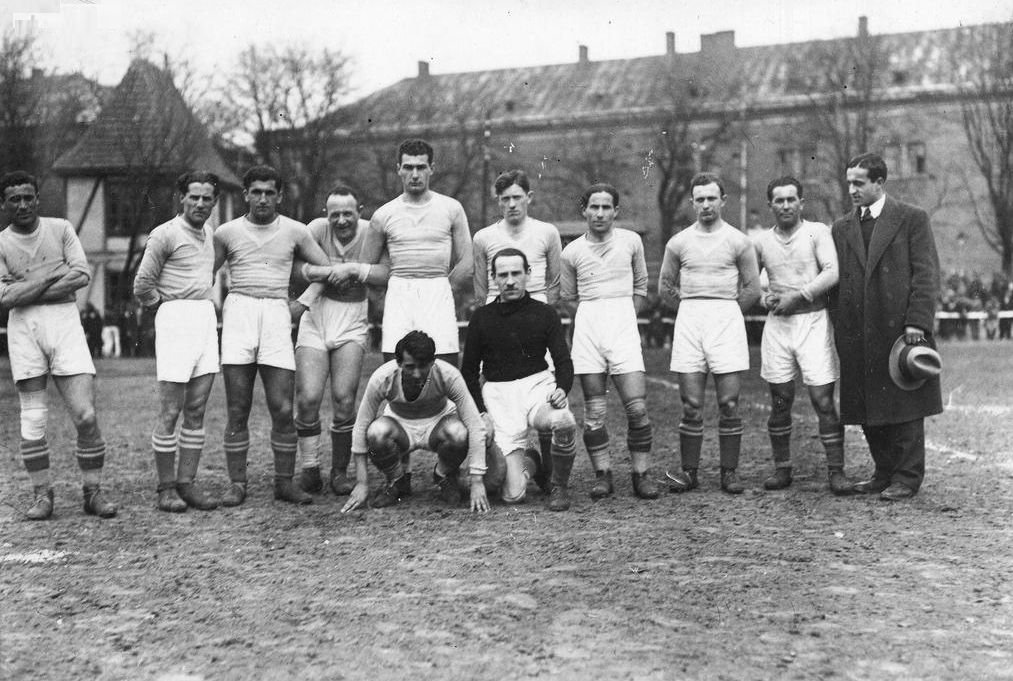
1935

## Відомі футболісти
- Ізидор Редлер
- Зиґмунд Штоєрман
- Людвік Шнайдер